# Мибу

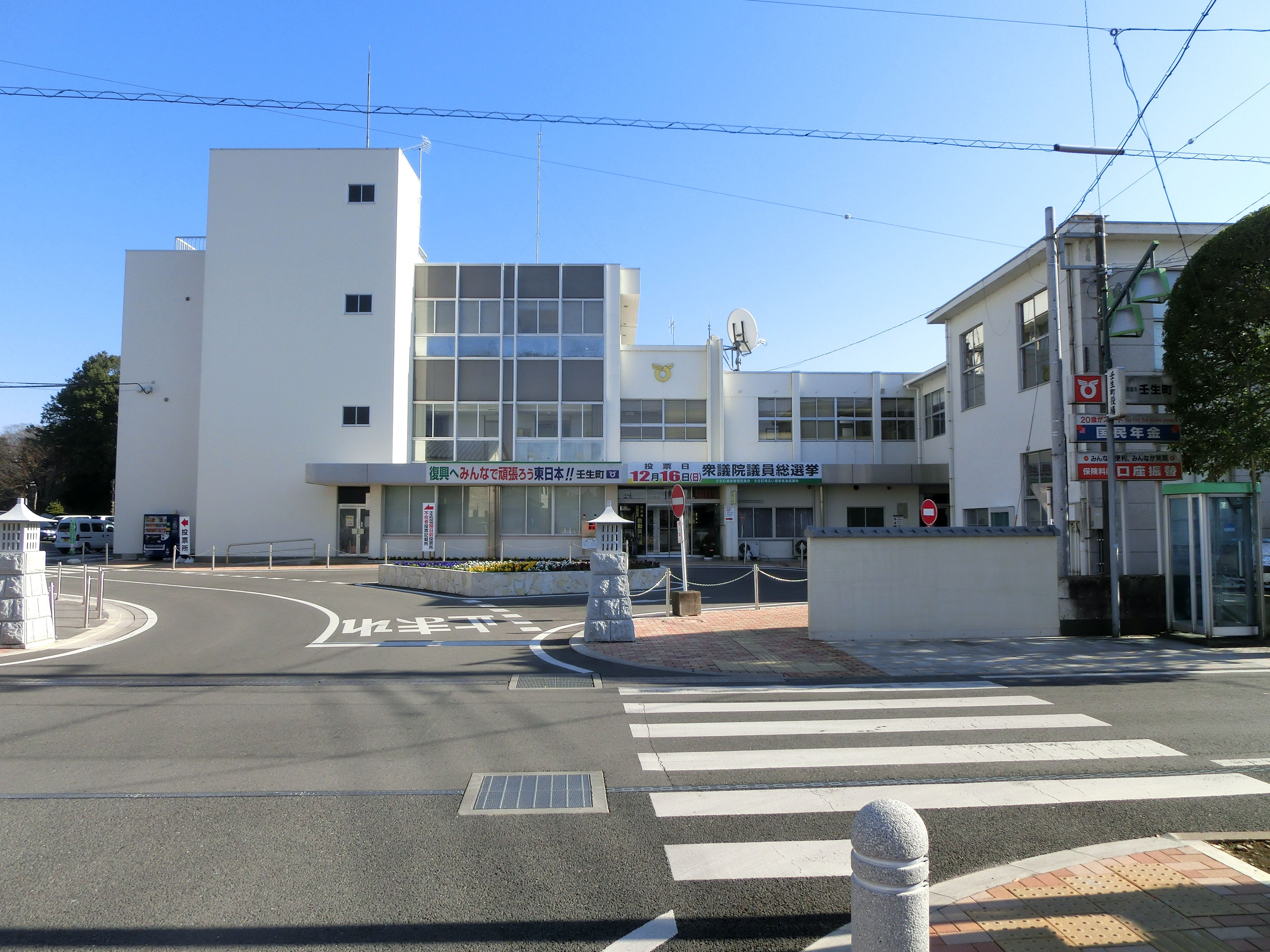
Мэрия посёлка Мибу

Мибу (яп. 壬生町 Мибу-мати) — посёлок в Японии, находящийся в уезде Симоцуга префектуры Тотиги. Площадь посёлка составляет 61,08 км², население — 39 551 человек (1 июля 2014), плотность населения — 647,53 чел./км².

## Географическое положение
Посёлок расположен на острове Хонсю в префектуре Тотиги региона Канто. С ним граничат города Уцуномия, Канума, Симоцуке и Тотиги.

## Население
Население посёлка составляет 39 551 человек (1 июля 2014), а плотность — 647,53 чел./км². Изменение численности населения с 1980 по 2005 годы:
| 1980 | 35 037 чел. |  |
| 1985 | 37 573 чел. |  |
| 1990 | 39 588 чел. |  |
| 1995 | 39 823 чел. |  |
| 2000 | 39 853 чел. |  |
| 2005 | 40 107 чел. |  |

## Символика
Деревом посёлка считается Celtis sinensis, цветком — Lagenaria siceraria, птицей — полевой жаворонок.